# Tara e Tal
Tara e Tal é o terceiro álbum de estúdio da artista musical brasileira Duda Beat. Lançado no dia 12 de abril de 2024 pela Universal Music, foi considerado uma grande mudança em relação aos dois primeiros trabalhos da cantora. As primeiras sessões de gravação do disco ocorreram na Ilha de Itacuruçá, Rio de Janeiro, em um estúdio improvisado, sendo produzido por seus colaboradores de longa data, Tomás Troia e Lux Ferreira. O disco soma diferentes estilos, referências e épocas. Na apresentação do álbum, a publicação no site da gravadora o descreve como a "soma de beats dos anos 90 e 00s – como o house, drum n' bass, boombap, dancehall, reggaeton – misturando-os com a música eletrônica mais atual, com o EDM, Jersey club, drill, future bass, lo-fi, funk – sem medo de ousar".

## Arte gráfica
A capa do álbum apresenta Duda Beat vestida com fitas prateadas e botas longas e reluzentes da mesma cor, em um cenário que remete a um deserto atravessado por correntes de água vermelha. Ao redor, caixas de som em chamas flutuam, contribuindo para a atmosfera onírica e impactante da imagem. A fotografia é de Gabriela Schmidt, com direção criativa assinada por Marcelo Jarosz. Em entrevista, Duda descreve a cena como “um ponto de luz em um lugar totalmente árido, totalmente destruído. Então [eu] estou ali, ao centro, representando um novo momento de reconstrução, irradiando essa luz”.[carece de fontes?]

## Recepção

### Crítica
| Críticas profissionais | Críticas profissionais |
| Avaliações da crítica  | Avaliações da crítica  |
| Fonte                  | Avaliação              |
| ---------------------- | ---------------------- |
| G1                     | 3/5                    |
| Música Instantânea     | 8.2/10                 |
| O Grito!               | 4.5/5                  |
| escutai                | 78/100                 |

“Tara & Tal”, terceiro álbum de Duda Beat, recebeu em sua maioria críticas positivas, destacando-se pela sofisticação sonora e por consolidar a cantora como uma das vozes mais inventivas do pop brasileiro contemporâneo. Cleber Facchi, do site Música Instantânea, afirma que é “impossível passar pelo material [...] e não sair cantarolando pelo menos uma das canções”, elogiando o domínio criativo da artista e a pluralidade de estilos presentes no disco. Já Antônio Lira, da Revista O Grito!, vê o projeto como “o mais dançante da cantora”, guiado por influências eletrônicas e pela capacidade de Duda em montar narrativas afetivas. Para Bárbara Moreira, do site Escutai, o disco escancara a vulnerabilidade emocional da artista, sem medo de ser “complexo e intrigante”, destacando a colaboração com Liniker. Em tom mais crítico, Mauro Ferreira, do G1, aponta que embora Duda “nunca tenha cantado tão bem”, o disco soa por vezes artificial, sendo “criado para as festas e pistas”, mas com momentos que “desconstroem a identidade artística” da cantora. Ainda assim, a maioria dos críticos concorda que Tara & Tal representa um avanço ousado na trajetória da artista, unindo melancolia, batidas eletrônicas e um discurso cada vez mais refinado.

## Lista de faixas
| Tara e Tal - Edição padrão |                              |                                                                 |         |  |
| N.º                        | Título                       | Compositor(es)                                                  | Duração |  |
| 1.                         | "Drama" (part. Lúcio Maia)   | Eduarda Bittencourt Maia Tomás Troia Lux Ferreira Chico Science | 1:40    |  |
| 2.                         | "Q Prazer"                   | Bittencourt Troia Ferreira                                      | 3:33    |  |
| 3.                         | "Saudade de Você"            | Bittencourt Troia                                               | 3:56    |  |
| 4.                         | "Doidinha"                   | Bittencourt Troia Ferreira Vitor Tosta Carpintéro               | 3:20    |  |
| 5.                         | "Preparada"                  | Bittencourt Troia                                               | 2:23    |  |
| 6.                         | "Teu Beijo"                  | Bittencourt Troia                                               | 2:25    |  |
| 7.                         | "Desapaixonar"               | Bittencourt Troia Ferreira                                      | 2:54    |  |
| 8.                         | "Por Aí Mozão"               | Bittencourt Troia Ferreira                                      | 3:56    |  |
| 9.                         | "Night Maré"                 | Bittencourt Troia Ferreira                                      | 2:47    |  |
| 10.                        | "Baby"                       | Bittencourt Troia Ferreira                                      | 3:37    |  |
| 11.                        | "Quem Me Derá" (com Liniker) | Bittencourt Liniker Campos Troia Ferreira                       | 3:02    |  |
| 12.                        | "Na Tua Cabeça"              | Bittencourt Troia                                               | 3:40    |  |
| Duração total:             | Duração total:               | Duração total:                                                  | 37:17   |  |

- "Drama", "Saudade de Você", "Preparada", "Baby" e "Na Tua Cabeça" são estilizados em caixa baixa.
- "Q Prazer", "Doidinha", "Teu Beijo" e "Por Aí Mozão" são estilizados em caixa alta.

- "Desapaixonar" é estilizada como "DESAPAiXONAR".
- "Night Maré" é estilizada como "NIGHT MARé".
- "Drama" possui interpolação musical da canção "Côco Dub (Afrociberdelia)" do cantor Chico Science e da banda Nação Zumbi (1994).[3]
- "Teu Beijo" utiliza um sample não autorizado da música "Save Me" da rapper Nicki Minaj.[carece de fontes?]